# Solpke
Solpke ist ein Ortsteil der gleichnamigen Ortschaft der Hansestadt Gardelegen im Altmarkkreis Salzwedel in Sachsen-Anhalt, Deutschland.

## Geografie
Solpke, ein Straßendorf mit Kirche, liegt 8 Kilometer südwestlich von Gardelegen und etwa 16 Kilometer nördlich von Calvörde am Südrand der Altmark zwischen der Colbitz-Letzlinger Heide und dem Naturpark Drömling. Im Süden fließt der Solpker Wiesengraben.
Zu Solpke gehört die kleinere Ansiedlung Solpke Süd, landläufig Sylpke genannt.
Nachbarorte sind Sichau, Tarnefitz und Jeggau im Nordwesten, Weteritz im Osten, Sylpke und Jerchel im Südosten, sowie Sachau und Wernitz im Südwesten.

## Geschichte

### Mittelalter bis Neuzeit
Das Dorf wurde im Jahre 1473 erstmals als Solbeke erwähnt, als Kurfürst Albrecht von Brandenburg Busse, Ludolph und Gebhard von Alvensleben mit Kalbe, Bismark und anderen Besitzungen belehnt. Im Jahre 1541 wird Marcus Seeger als erster Pfarrer genannt, das Patronat über die Kirche übten die von Alvensleben aus. Der Gardelegener Chronist Christophorus Schultze erwähnt Johannes Röpke, einen 1563 in Gardelegen Hingerichteten, der eine Zeitlang Pfarrer in Solbke gewesen war. Solpke war bis etwa 1649 Pfarrdorf, dann erst wieder ab 1910.
Im Jahr 1841 gehörten zum Dorf zwei Kolonien, die 1836 angelegte Kolonie Kämeritz, die später zu Sylpke kam und 1936 zu Sachau, sowie die etwa 3 Kilometer südlich von Solpke gelegene Kolonie Sühlen, die heute nicht mehr existiert.
1871 wurde die Bahnstation Solpke an der Hauptstrecke Berlin-Hannover in Betrieb genommen.

### Landwirtschaft
Erst im Jahre 1959 entstand die erste Landwirtschaftliche Produktionsgenossenschaft vom Typ III, die LPG „Freier Bauer“. Sie wurde 1992 in die „Agrargenossenschaft Solpke eG“ umgewandelt, die 2013 aufgelöst wurde.
Im Jahre 1964 wurde die Zwischengenossenschaftliche Einrichtung (ZGE) Meliorationsgenossenschaft Drömling Ost, Sitz Solpke, geschaffen, die 1991 in Liquidation ging.
Der „Rassegeflügelzuchtverein 1969 Solpke“ wurde 1991 aufgelöst.

### Herkunft des Ortsnamens
Franz Mertens deutet den Ortsnamen 1541 Solbke als deutsch, zusammengesetzt aus den Silben „-becke“ und „sol“ für „Suhle“, „Dorf an der Wildsuhle“.

### Eingemeindungen
Bis 1807 gehörte der Ort zum Salzwedelischen Kreis, von 1807 bis 1813 zum Stadtkanton Gardelegen, ab 1816 zum Kreis Gardelegen dem späteren Landkreis Gardelegen.
Am 1. Juli 1936 erfolgte die Eingliederung der Gemeinde Sylpke (ohne die Kolonie Kämeritz) in die Gemeinde Solpke.
Am 25. Juli 1952 kam die Gemeinde Solpke zum Kreis Gardelegen, am 1. Juli 1994 zum heutigen Altmarkkreis Salzwedel.
Die Gemeinde Solpke wurde am 1. Januar 2011 per Landesgesetz in die Hansestadt Gardelegen eingemeindet. Dabei entstand die Ortschaft Solpke.

### Einwohnerentwicklung
| Jahr | Einwohner |
| ---- | --------- |
| 1734 | 216       |
| 1774 | 241       |
| 1789 | 263       |
| 1798 | 266       |
| 1801 | 261       |
| 1818 | 240       |

| Jahr | Einwohner |
| ---- | --------- |
| 1840 | 434       |
| 1864 | 582       |
| 1871 | 576       |
| 1885 | 553       |
| 1892 | [00]543   |
| 1895 | 577       |

| Jahr | Einwohner |
| ---- | --------- |
| 1900 | [00]0570  |
| 1905 | 0591      |
| 1910 | [00]0619  |
| 1925 | 0622      |
| 1939 | 0857      |
| 1946 | 1234      |

| Jahr | Einwohner |
| ---- | --------- |
| 1964 | 809       |
| 1971 | 763       |
| 1981 | 676       |
| 1993 | 635       |
| 2006 | 589       |
| 2012 | [00]571   |

| Jahr | Einwohner |
| ---- | --------- |
| 2016 | [00]532   |
| 2017 | [00]504   |
| 2021 | [0]503    |
| 2022 | [0]506    |

Quelle bis 2006, wenn nicht angegeben:

## Religion
Die evangelischen Kirchengemeinde Solpke gehörte früher zur Pfarrei Berge. Am 15. April 1910 wurde in Solpke eine eigene Pfarrei geschaffen (eine Pfarrstelle errichtet). Die Kirchengemeinde wird heute betreut vom Pfarrbereich Letzlingen im Kirchenkreis Salzwedel im Propstsprengel Stendal-Magdeburg der Evangelischen Kirche in Mitteldeutschland.
Die ältesten überlieferten Kirchenbücher für Solpke stammen aus dem Jahre 1820.
Die katholischen Christen gehören zur Pfarrei St. Hildegard in Gardelegen im Dekanat Stendal im Bistum Magdeburg.

## Kultur und Sehenswürdigkeiten

### Bauwerke
- Die evangelische Dorfkirche Solpke ein spätromanischer Feldsteinbau aus der Mitte des 13. Jahrhunderts ist die südlichste Kirche im ehemaligen Bistum Verden. Zuletzt wurde das Bauwerk Mitte der 1980er-Jahre renoviert.[26] Eine kleine Bronzeglocke aus dem 16. Jahrhundert hat einen Durchmesser von 68 Zentimetern, die große Glocke hat 83 Zentimeter im Durchmesser und wurde 1865 vom Osterburger Glockengießer Johann Wettig gegossen.[27]
- Bemerkenswert sind zwei Grabsteine an der südlichen Chorwand der Kirche. Einer gehört zu Christian Dieckmann (1653–1706), Krüger und Gastwirt in Solpke, der andere zu Anna Steffens, geb. Zacharias (1657–1733), Ehefrau eines anderen Gastwirts im Ort.[28]

### Gedenkstätten
- Auf dem Ortsfriedhof befinden sich Grabstätten für 23 KZ-Häftlinge (darunter elf Franzosen und Belgier), die bei einem Todesmarsch nach einem Räumungstransport aus den KZ-Außenlagern Ellrich-Bürgergarten, Ilfeld, Rottleberode und Stempeda des Konzentrationslagers Mittelbau-Dora im April 1945, der im Zusammenhang mit dem Massaker von Gardelegen steht, von SS-Männern ermordet wurden. Gedenksteine im Ort sowie im Wald zwischen Wernitz und Solpke erinnern an die Morde.
- Ein Obelisk mit Adler erinnert an die Toten des Ersten Weltkrieges. An der Außenwand der Kirche steht eine neue Sandsteintafel mit den Namen der Toten des Zweiten Weltkrieges.[29]

### Vereine
- Anglerverein Solpker Lehmteiche e. V.
- Handballverein Solpke/Mieste 2012 e. V.
- SV „Komet“ Solpke 1990 e. V.

## Wirtschaft und Verkehr
Die Deponie im Norden des Dorfes ist stillgelegt. Im Handelsregister wird im Jahre 2018 nur noch ein Unternehmen genannt.
Solpke liegt nördlich der Bahnstrecke Berlin–Lehrte. Der Bahnhof Solpke wird stündlich von Regionalbahnen in Richtung Stendal und Wolfsburg bedient.